# Guillermo Billinghurst
Guillermo Billinghurst Angulo (født 27. juli 1851, død 28. juni 1915) var Perus præsident i 1912-14.
Han var borgmester af Lima i 1909-12. Han blev valgt præsident i 1912 men blev styrtet ved et militærkup i 1914. Han døde i eksil næste år.